# Конарское сельское поселение
Конарское се́льское поселе́ние — муниципальное образование в Цивильском районе Чувашии Российской Федерации.
Административный центр — посёлок Конар.

## История
Статус и границы сельского поселения установлены Законом Чувашской Республики от 24 ноября 2004 года № 37 «Об установлении границ муниципальных образований Чувашской Республики и наделении их статусом городского, сельского поселения, муниципального района и городского округа».

## Население
| 2010  | 2012  | 2013  | 2014  | 2015  | 2016  | 2017  |
| ----- | ----- | ----- | ----- | ----- | ----- | ----- |
| 1553  | ↘1531 | ↘1530 | ↗1538 | ↘1532 | ↘1505 | ↘1459 |
| 2018  | 2019  | 2020  | 2021  |       |       |       |
| ↘1393 | ↘1344 | ↘1320 | ↘1280 |       |       |       |

## Состав сельского поселения
| № | Населённый пункт | Тип населённого пункта          | Население |
| - | ---------------- | ------------------------------- | --------- |
| 1 | Большие Крышки   | деревня                         | ↘13       |
| 2 | Вторые Тойзи     | деревня                         | ↘131      |
| 3 | Килейкасы        | деревня                         | ↗172      |
| 4 | Кона́р            | посёлок, административный центр | ↘728      |
| 5 | Лесные Крышки    | деревня                         | →7        |
| 6 | Новое Акташево   | деревня                         | →65       |
| 7 | Старое Акташево  | деревня                         | ↗207      |
| 8 | Хорамалы         | деревня                         | ↘234      |
| 9 | Хутор Шинеры     | деревня                         | →17       |

## Главы Конарского сельского поселения
- 1995-2005 - Порфирьев Николай Захарович;
- 2005 — 2010 – Петров Александр Петрович;
- 2010 — 2012 – Степанов Николай Николаевич;
- 2012 - 2017 – Николаев Руслан Вениаминович;
- с 2017 г. - Васильев Геннадий Григорьевич.

## Прочие факты
- Недалеко от деревень Имбюрти и Вторые Тойзи Цивильского района (в годы войны — Октябрьского района), в лесу Шумаш, 11 февраля 1944 года потерпел катастрофу военный самолёт американского производства «Аэрокобра». Через 35 лет после аварии учащиеся Конарской средней школы под руководством учителей-историков Павлова Аверкия Николаевича и Павловой Лидии Михайловны изучили причины гибели самолёта и установили личность лётчика: девять истребителей марки «Аэрокобра» из 20-го запасного авиаполка, базировавшегося в Свердловске, вылетели из аэродрома и взяли курс на Иваново. Это было задание Государственного комитета обороны по доставке истребителей по ленд-лизу для нужд фронта. Один из самолётов так и не достиг цели. Лётчик разбившегося самолёта, Ермаков Михаил Александрович, похоронен на Второтойзинском кладбище[15].